# Гунда
Гунда (рос. Гунда) — селище в Єравнинському районі Бурятії, Росія. Входить до складу Сільського поселення Гундинське.
Населення — 1176 осіб (2015 рік).